# Duboko (Ljubovija)
Pour les articles homonymes, voir Duboko.
Duboko (en serbe cyrillique : Дубоко) est un village de Serbie situé dans la municipalité de Ljubovija, district de Mačva. Au recensement de 2011, il comptait 440 habitants.

## Démographie

### Évolution historique de la population
| 1948 | 1953 | 1961 | 1971 | 1981 | 1991 | 2002 | 2011 |
| ---- | ---- | ---- | ---- | ---- | ---- | ---- | ---- |
| 738  | 758  | 680  | 566  | 474  | 417  | 484  | 440  |

|  |